# Dietisalvi di Speme
Dietisalvi di Speme (auch Diotisalvi di Speme) war ein italienischer Maler, der der Schule von Siena angehörte.

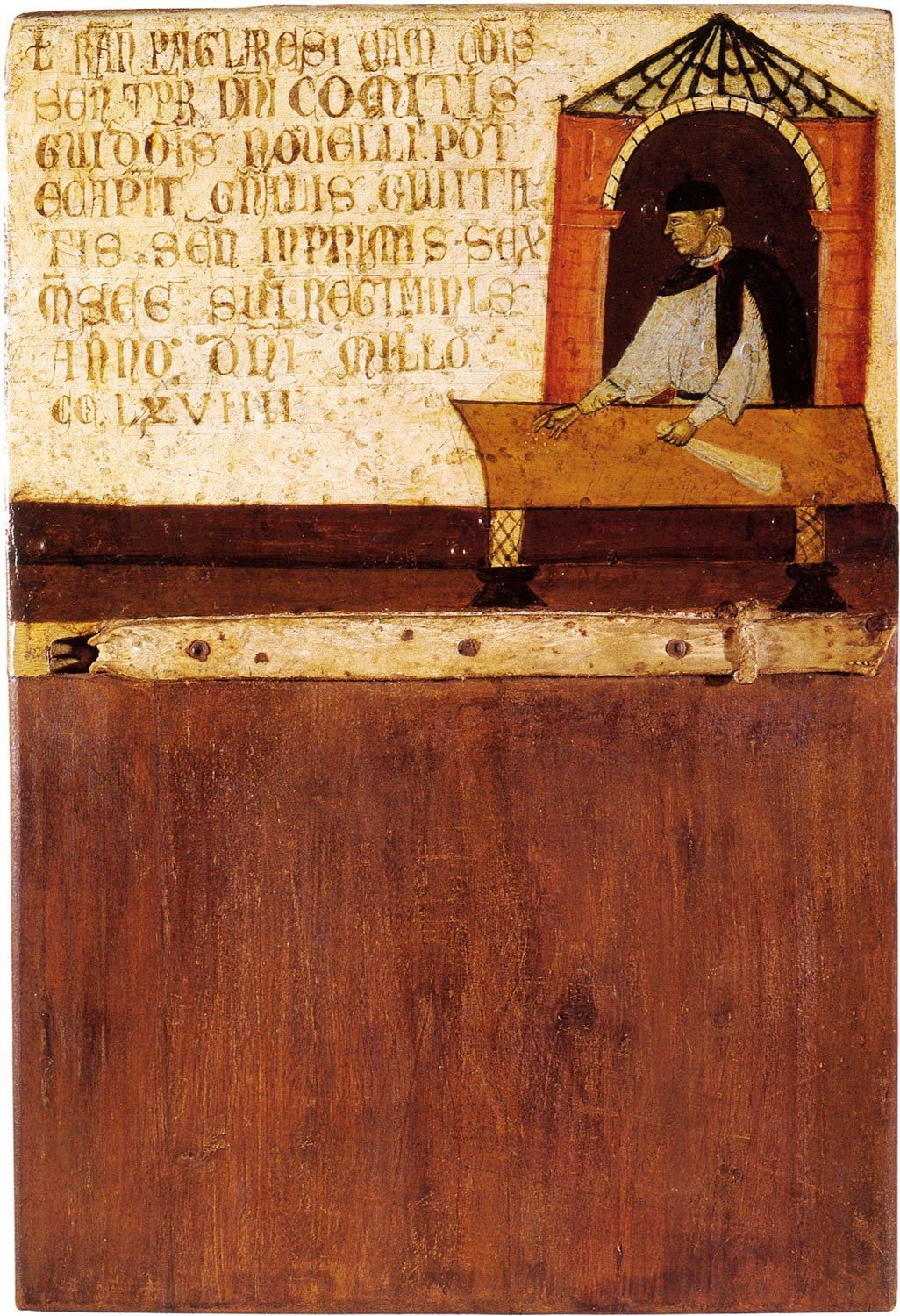
Buchgemälde Camarlingo Ranieri Pagliaresi, Museo delle Biccherne, Staatsarchiv Siena

## Leben
Er wirkte im 13. Jahrhundert in Siena und Umgebung. Die Zeit seines künstlerischen Schaffens fällt in die Jahre zwischen 1250 und 1291. In einem Dokument vom 18. Januar 1289 wird er als Dietisalvi pictori olim Speme geführt. Bei Thieme-Becker wird die Möglichkeit erwähnt, dass er ein Nachbar von Duccio di Buoninsegna war und vielleicht auch sein Lehrmeister.

## Werke (Auswahl)
- Siena, Dom von Siena, Cappella del Voto: Madonna del Voto (ca. 1260–1267 entstanden)
- Siena, Dom von Siena, Krypta: Crocifissione und Deposizione, (Wandmalereien, stark beschädigt)
- Siena, Museo delle Biccherne, Staatsarchiv Siena: Insgesamt wahrscheinlich 29 Buchmalereien, von den noch vier vorhanden sind (Kassenbücher von 1264, 1267, 1270 und 1282), darunter:
  - Ildebrandino Pagliaresi Camarlingo (Buchgemälde, 1264 entstanden, Kassenbuch Juli–Dezember 1264)
  - Vier Wappen Quattro Provveditori (Buchgemälde, 1267 entstanden, Kassenbuch Juli–Dezember 1267)
  - Camarlingo Ranieri Pagliaresi (Buchgemälde, 1270 entstanden, Kassenbuch Januar–Juli 1270)
  - Don Ghiffolino di San Donato (Buchgemälde, 1282 entstanden, Kassenbuch)
- Siena, Museo della Società di Esecutori di Pie Disposizioni: Croce (Gemälde)
- Siena, Pinacoteca Nazionale:
  - Beato Andrea Gallerani che accoglie quattro pellegrini e storie di santi (Diptychon, Saal 2, wahrscheinlich mit Guido da Siena entstanden)
  - Madonna col Bambino e due Angeli (Saal 2, um 1262 entstanden, zugeschrieben)
  - Madonna in trono col Bambino e due Angeli (Saal 2, zugeschrieben)
  - Storie di San Francesco, Chiara, Bartolomeo, Caterina d’Alessandria, (Diptychon, Saal 2)